# مارك إيفانير
مارك إيفانير (بالعبرية: מארק איווניר‏) هو ممثل إسرائيلي (وحمل سابقاً جنسية الاتحاد السوفيتي)، ولد في 6 سبتمبر 1968 بتشيرنوفتسي في أوكرانيا.

## أعمال

### أفلام
- (1991)  ذا كيلنغ جيم
- (1993) قائمة شندلر[6][7][8]
- (2000) الرجل الذي بكى[9]
- (2004) ذا ترمينال[10][11]
- (2005) السيد والسيدة سميث[12][12]
- (2006) الراعي الصالح[13]
- (2006)  اخر الرجال الصامدين
- (2009) ما الذي حدث للتو؟[14]
- (2010)  الخلاص
- (2010) مدير الموارد البشرية[15]
- (2011) 360[16]
- (2011) جوني إنجلش ريبورن[17]
- (2011) مغامرات تان تان[18][19]
- (2012) المعجزة الكبرى[20]

### مسلسلات
- 24
- إيلياس
- تاتش
- جاغ
- جوال تكساس ووكر
- ميامي
- نيويورك
- هاواي فايف أو

## وصلات خارجية
- مارك إيفانير على موقع IMDb (الإنجليزية)
- مارك إيفانير على موقع قاعدة بيانات الأفلام العربية
- مارك إيفانير على موقع ألو سيني (الفرنسية)
- مارك إيفانير على موقع أول موفي (الإنجليزية)
- مارك إيفانير على موقع قاعدة بيانات الأفلام السويدية (السويدية)
- مارك إيفانير على موقع قاعدة بيانات الفيلم (الإنجليزية)
- مارك إيفانير على موقع كينوبويسك (الروسية)